# Miroslav Houra
Miroslav Houra (3. srpna 1933 Krhanice – 19. ledna 2006 Ústí nad Labem) byl český ilustrátor, pedagog, grafik, malíř, typograf a kurátor.

## Život
V letech 1948-1952 studoval na Vyšší škole uměleckého průmyslu v Praze (K. Müller), v roce 1955 absolvoval Pedagogickou fakultu UK v Praze (u Cyrila Boudy, Karla Lidického, Martina Salcmana). Základ Hourovy tvorby tvoří grafika, zejména dřevořez a linoryt. Jeho tvorba dále zahrnuje malbu, kresbu, monumentální realizace pro architekturu (mozaiky, dřevořezby, mříže, vitráže, tkané i netkané tapisérie), ilustraci, publicistiku.
Na sever Čech přišel v roce 1955 jako učitel na umístěnku. Přednášel na pedagogické fakultě v Ústí nad Labem. Vytvořil největší mozaiku v Evropě – je umístěna na magistrátu v Ústí nad Labem, dokončena byla v roce 1985.
Roku 1967 se stal členem SČUG Hollar, byl členem skupiny Objekt, 1977 členem SČVU, spolku exlibristů v Lublani, získal čestná uznání SSPE. Od 60. let získal za grafiku a ilustraci asi 20 cen, včetně titulu zasloužilého umělce v roce 1983 a státní ceny Klementa Gottwalda v roce 1987.
Tvorbou Miroslava Houry prostupuje motiv činorodého člověka s jeho elementárními vazbami k rodině, domovu, práci i k přírodě. Jeho osobitý, vyrovnaný a úsporný projev je založen na kresbě jejíž sklon k monumentalitě, k lapidárním zkratkám a symbolům prozrazuje úsilí o maximální sdělnost obsahu.

## Galerie

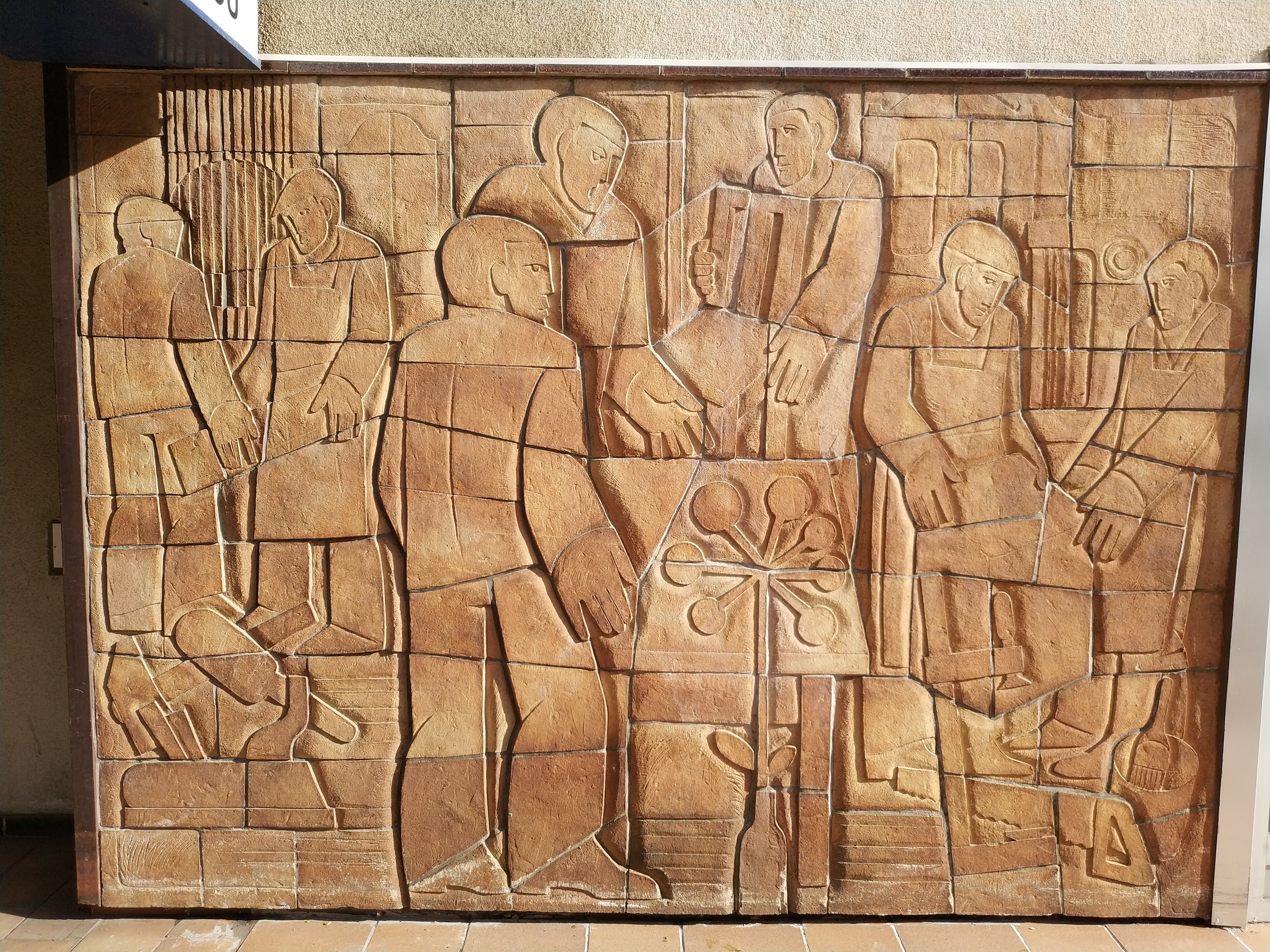
OC Libín, Prachatice
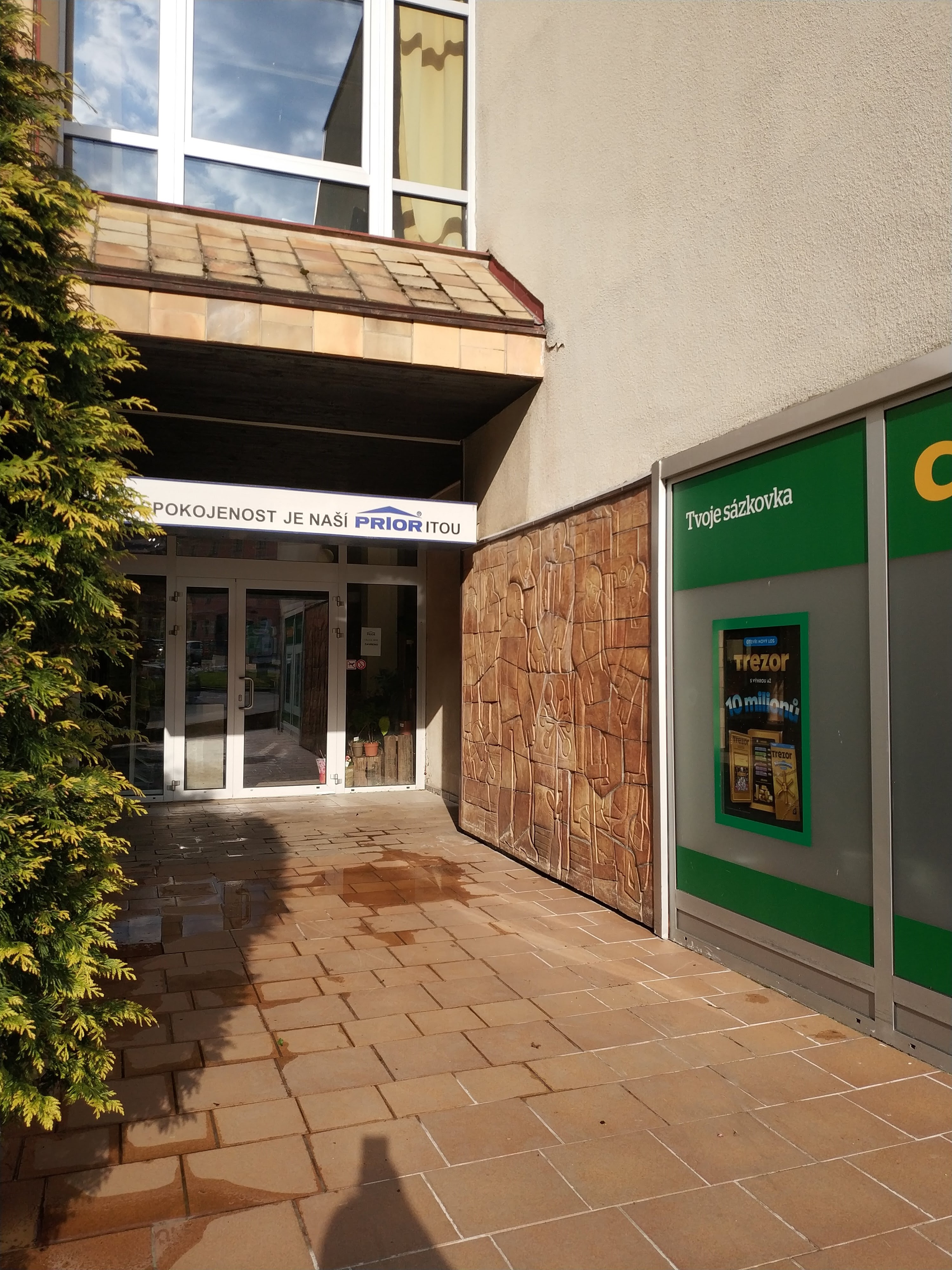
OC Libín, Prachatice
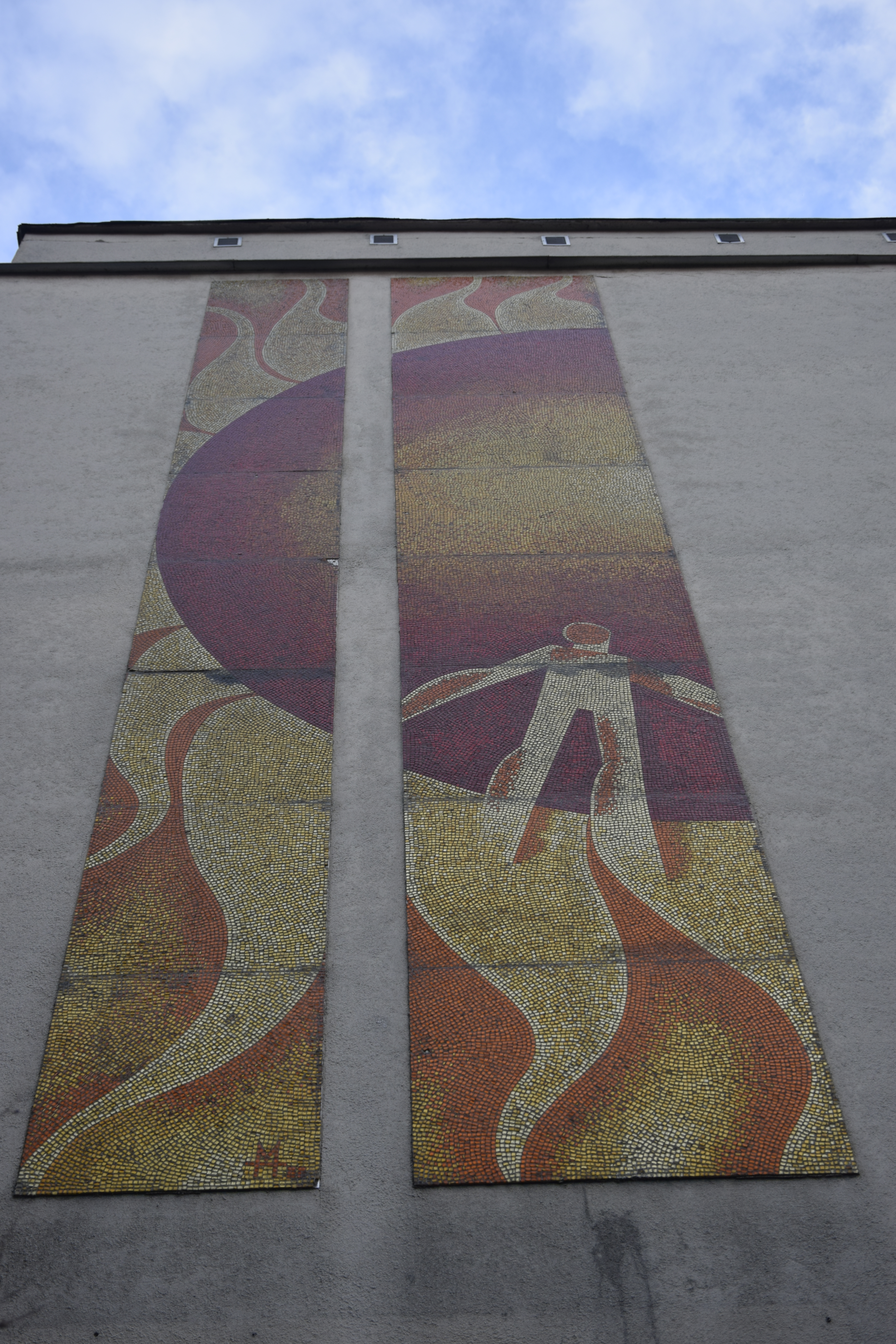
Obchodní dům Lučan Postoloprty, mozaika Slunce
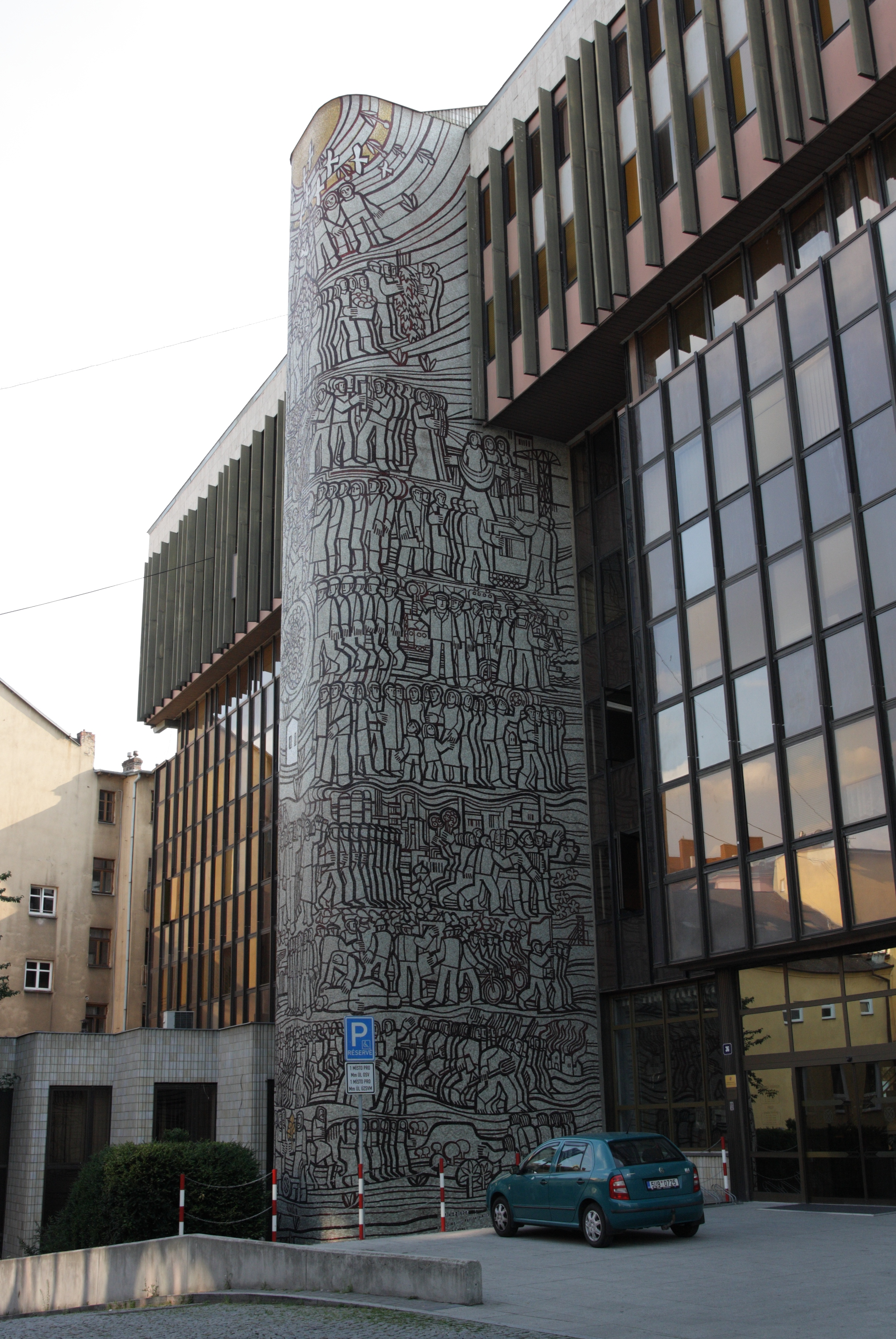
Pocta dělnosti severních Čech (1985), skleněná mozaika, Ústí nad Labem
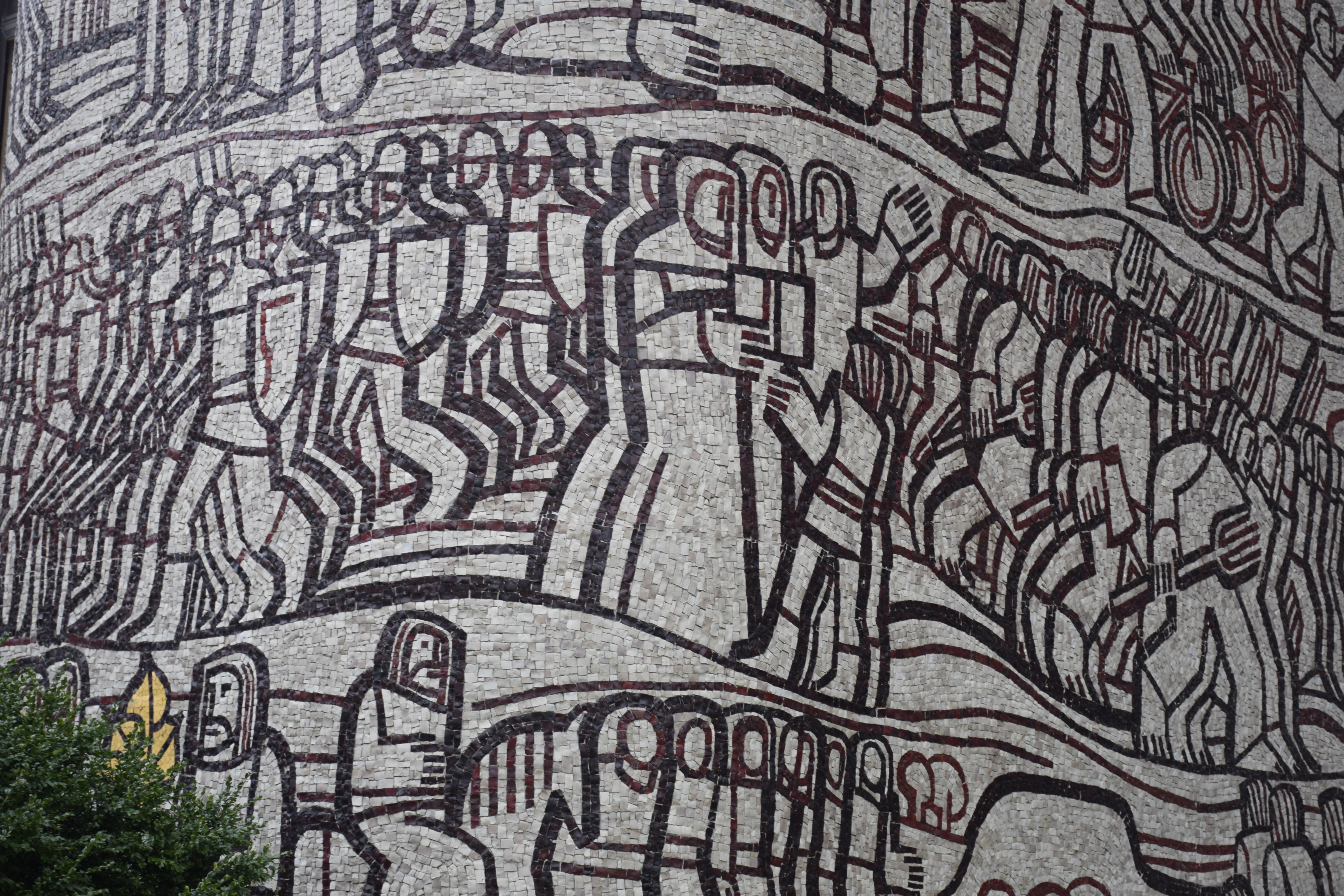
Pocta dělnosti severních Čech (1985), detail mozaiky
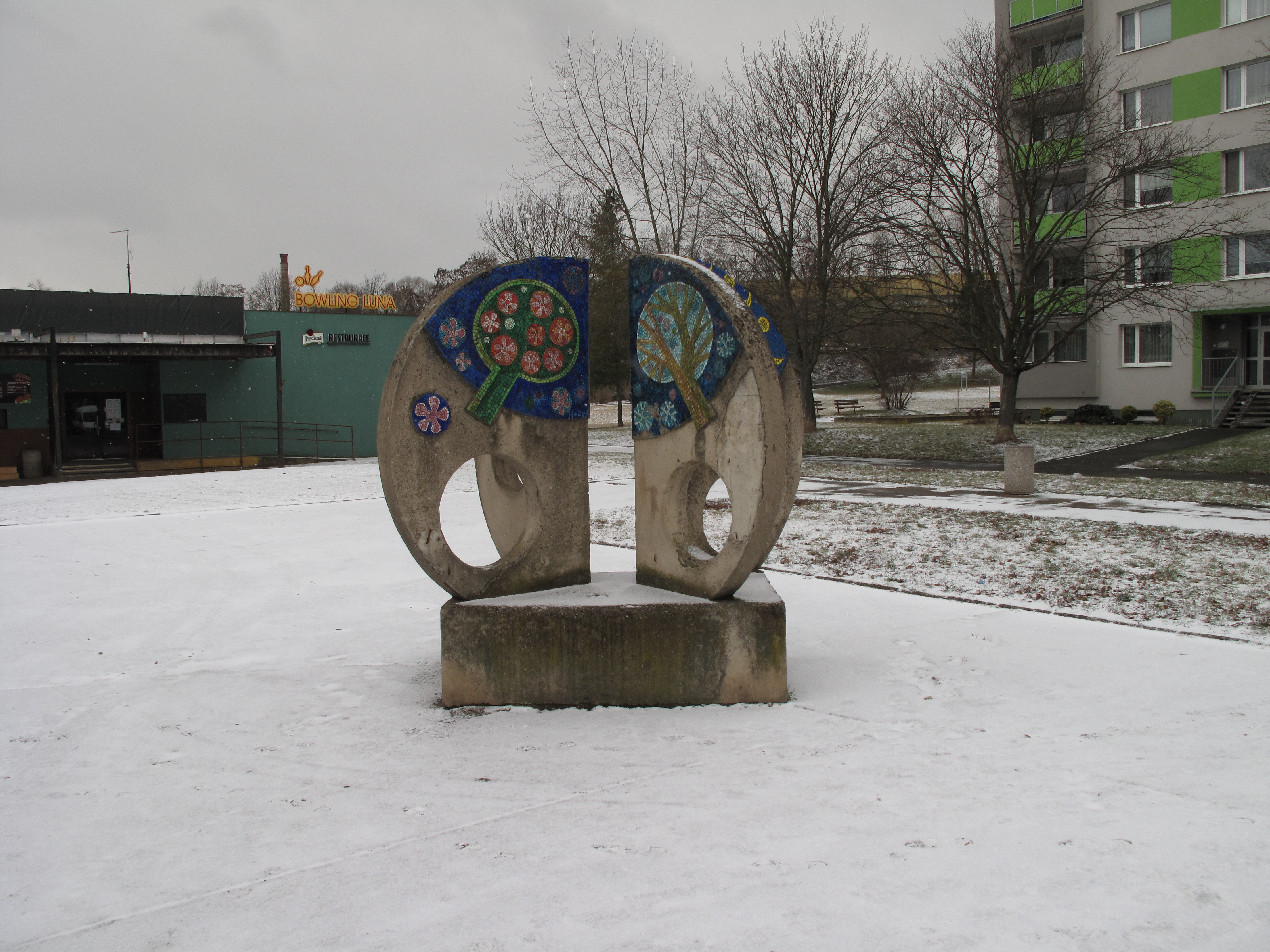
Železobetonová skulptura s mozaikou z roku 1977 nazvaná Čtvero ročních období v Litoměřicích
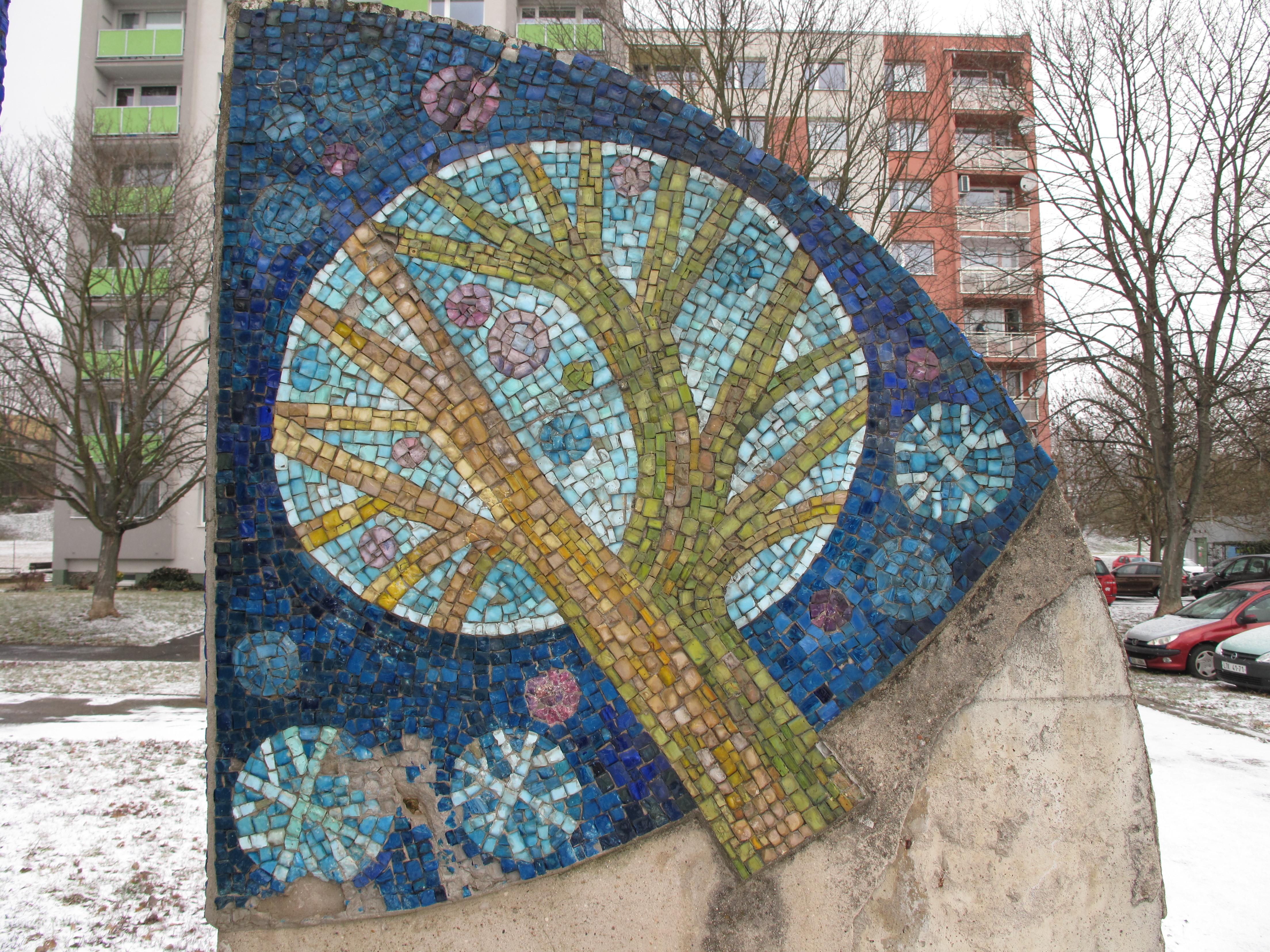
Čtvero ročních období (detail)
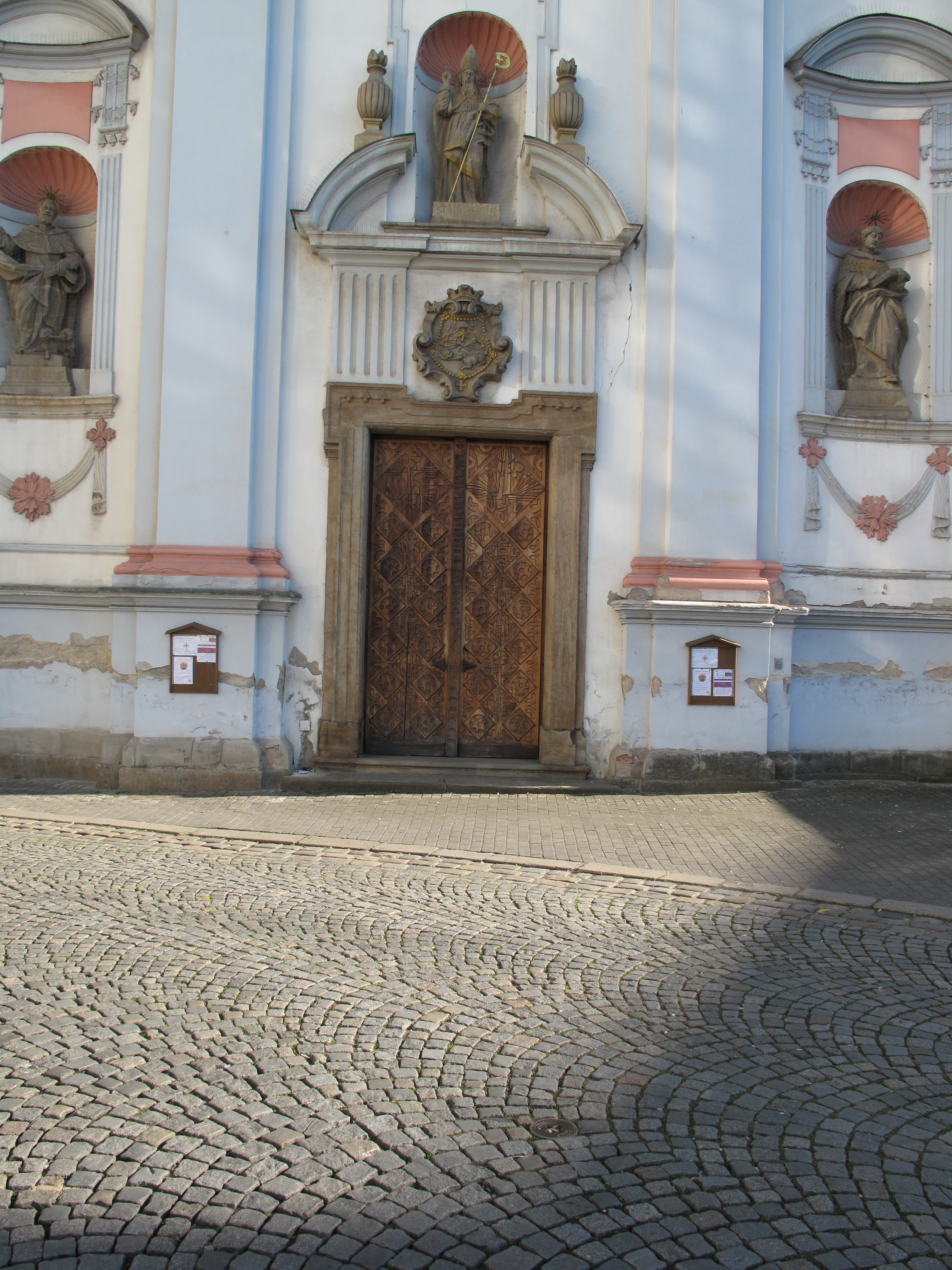
Dveře kostela svatého Vojtěcha v Ústí nad Labem
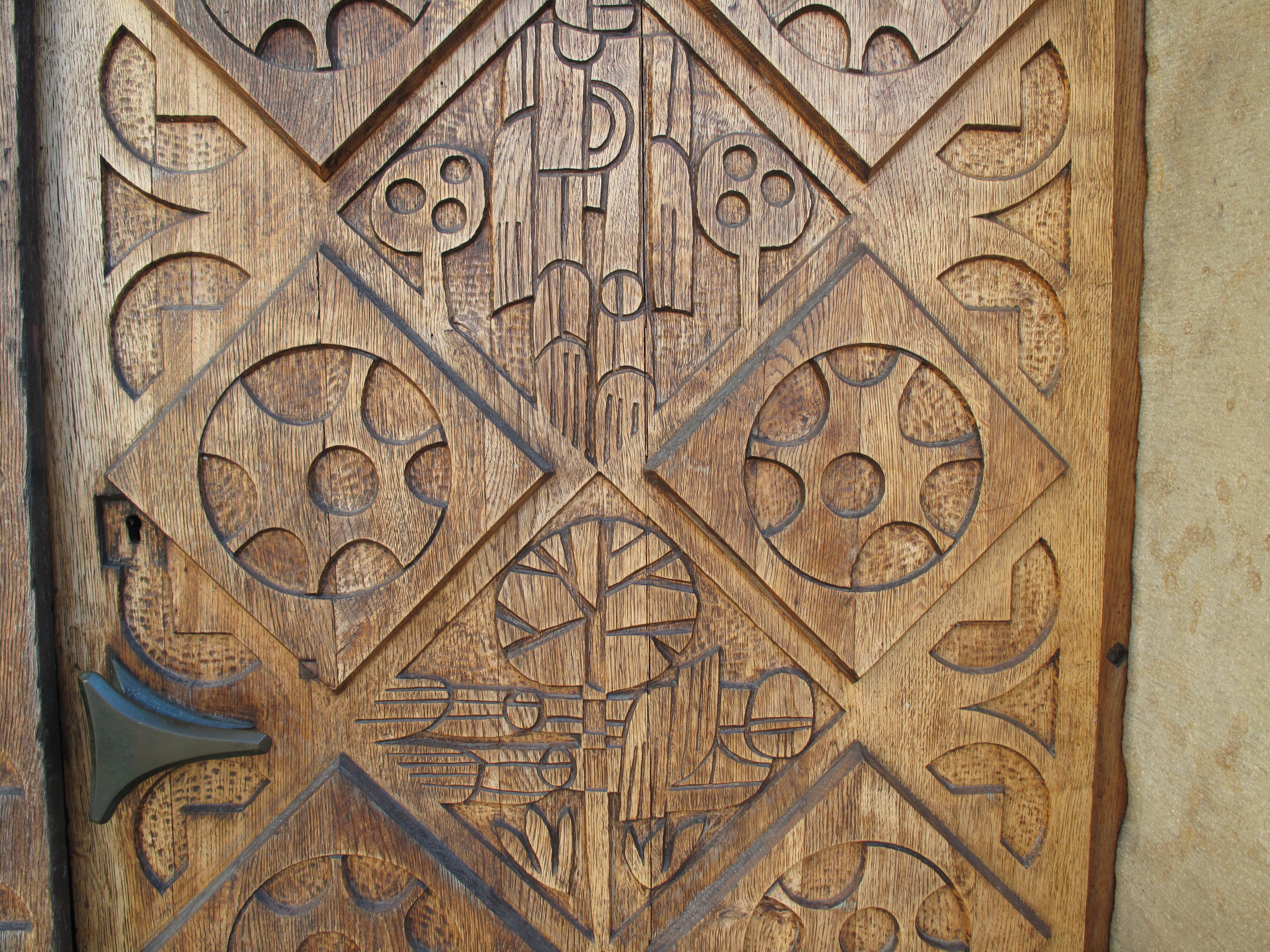
Detail dveří
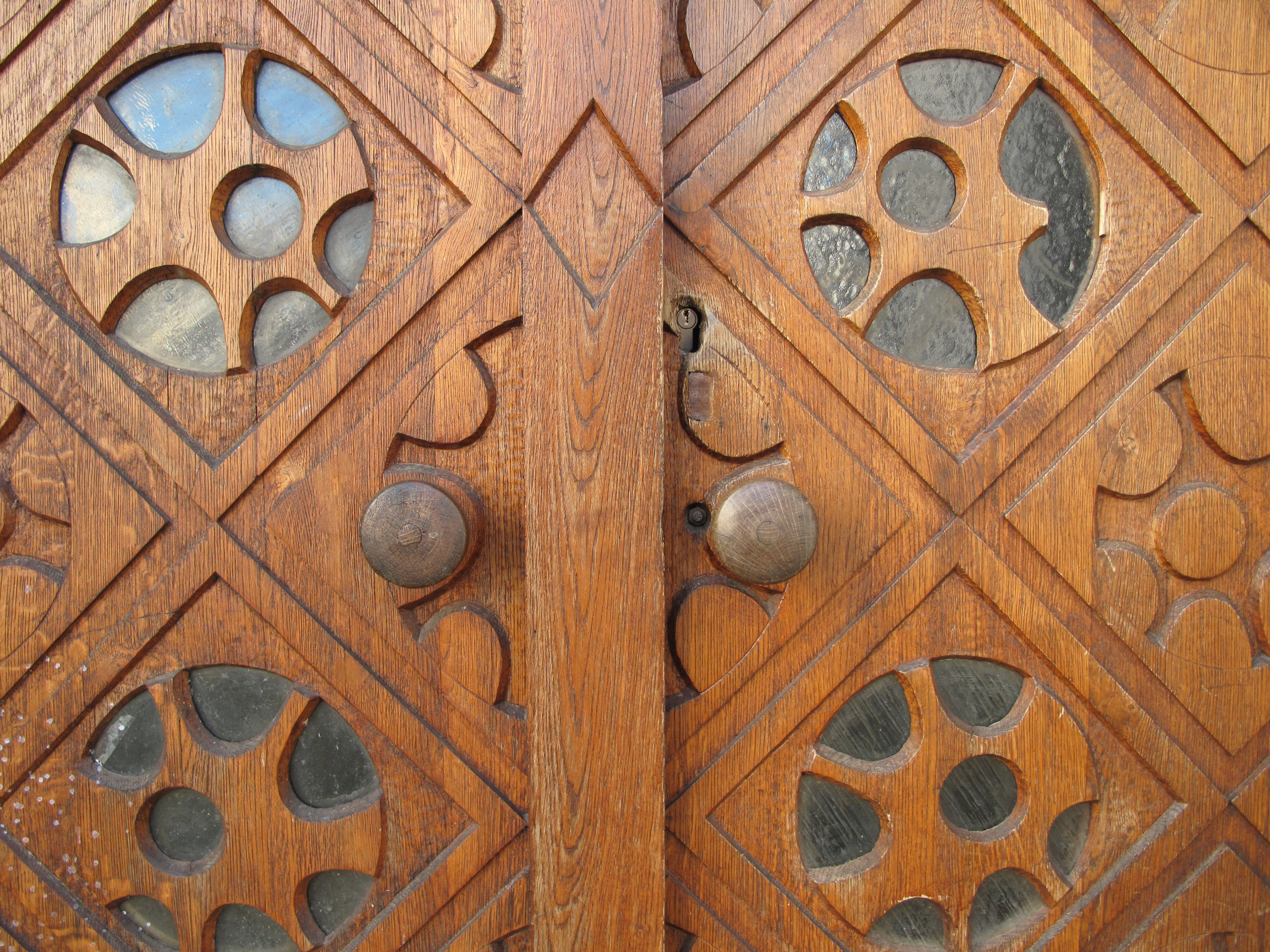
Jiné dveře